# 天国の花
『天国の花』（てんごくのはな）は、稚野鳥子による日本の漫画作品。『ぶ〜け』（集英社）にて第一部が1994年9月号から1995年7月号まで、第二部が同9月号から1996年3月号まで、第三部が同年4月号から同年11月号まで連載された。

## あらすじ
第一部
美大志望の倉橋流布は真夏のある日、花束を抱える少年に目を奪われる。彼は同じ予備校に通う瑞野秋で、絵の才能は抜きん出ているが、性格や女性関係に問題があり、流布も「つまらない絵を描く」と言われ傷つく。だが、火事で住む場所を失った父・一郎の交際相手の女性・梗子が倉橋家に同居することになり、梗子の弟の秋も一つ屋根の下で暮らすことになり、流布はいつしか秋のことを好きになっていた。
父と梗子の結婚式の前日、秋が本当に好きなのは梗子だと知ってしまった流布だったが、秋への思いは変わらなかった。だが、梗子に未練がある元恋人が、梗子を取り戻すために流布を拉致し、梗子は自分もまた秋を深く愛していることに気が付き、一郎への申し訳なさから姿を消してしまう。
せめて絵だけは続けて欲しいと秋に会いに行った流布は、梗子への思いを断ち切ることができないまま流布のことが気になっている自分に気が付いた秋と付き合うことになる。幸せも束の間、息子を裏切った女の家族と関わり合いになりたくないと、祖母から交際を反対され、2人は遂に駆け落ちの約束をする。約束の日の前夜、失踪していた梗子が秋の元を訪れ、「秋なしじゃ生きていけない」と泣いてすがりつく。翌日、秋は流布との約束の場所に来なかった。
第二部
大学3年生になった流布は、秋との恋愛がトラウマとなり、男に触られるとジンマシンが出る体質になってしまっていた。ある日、雑誌に秋そっくりのモデルが載っているのに気付き、会いに行く。男は、北海道出身の暁生（アキオ）と名乗ったが、交通事故で記憶を失いホームレス生活をしている秋本人であることが分かる。
秋と付き合い始めた流布は、秋が梗子のことを好きだったということを伝えない自分を卑怯だと思いながらも、秋と一緒にいられる幸せを噛みしめていた。2人は、記憶を失い行き場をなくしていた秋を助けてくれた篠原という男性に会いに北海道に旅行に行き、将来を誓い合う。
その旅行中、流布は帰らない秋を待ち続けていた梗子と再会。秋が記憶を失い、自分との関係を忘れた上に流布と付き合っていることにショックを受けた梗子だったが、自分には秋との子どもがいる、と衝撃的な事実を話す。
第三部
記憶を取り戻した秋は、再び梗子の元へ戻ってしまうが、流布に映画で使う絵画のモデルになってほしいと秋が依頼してくる。梗子の心臓の手術費用のための仕事であると聞き、戸惑うが、秋と一緒にいられることの方が勝り、モデルになることを了承する。絵が完成に近づき、秋との別れが迫った流布は秋に思いの丈をぶつける。

## 登場人物
倉橋 流布（くらはし るう）
聖キアーラ女学院3年生。美大進学を目指し予備校「K塾美術学院」の予科に毎日（4時から7時）通っている。秋が描くような絵を描きたいと思っている。
秋との恋愛経験がトラウマとなり、大学入学後は男に直接触られるとジンマシンが出る体質になってしまう。
瑞野 秋（みずの あき）
19歳。K塾美術学院本科の生徒。バイトばかりしており予備校にはあまり行っていないが、成績は常にトップ。姉・梗子のことが好きで、嫉妬心から姉の恋人に暴力を振るったこともある。
流布と付き合い始め、梗子への思いを諦められると思った矢先に、梗子自身に「秋なしじゃ生きていけない」と言われ、梗子を選んだ。その後、北海道で梗子と暮らしていたが、ひき逃げ事故に遭い、記憶を失う。記憶を取り戻すために上京し、流布と再会する。耕平との再会で徐々に記憶を取り戻し、流布と恋人になる。
瑞野 梗子（みずの きょうこ）
秋の異母姉。24歳。流布の父・一郎の婚約者。グロリア幼稚園教諭（休職中）。22歳の時、制服のデザイナーとして来園した一郎に恋愛の相談をし、全てを包み込む優しさに惹かれた。秋への思いを断ち切るために和哉と付き合ったが、上手くいかなかった。
倉橋 一郎（くらはし いちろう）
流布の父親。少女服のデザイナー。6年前に妻と離婚し、現在は梗子と全てを理解した上で結婚前提で付き合っている。
倉橋 菜摘（くらはし なつみ）
流布の妹。グロリア幼稚園・小学部3年生。おませな女の子。
武井 義浩（たけい よしひろ）
流布の家庭教師。大学生。流布と付き合っていながら、別の女と関係を持っていたため、後に破局する。
朝比奈 衿子（あさひな えりこ）
流布の予備校の友人。サバサバとした性格。M美大進学後、すぐに休学し2年間アメリカへ留学した。幼なじみの耕平のことが好き。
雨宮 耕平（あめみや こうへい）
衿子の幼なじみ。K塾の本科の生徒。高校時代の先輩と遠距離恋愛中。4浪の末、M美大に進学。
高梨 優花莉（たかはし ゆかり）
秋の初体験の相手で、今も時々関係を持つ。梗子とは高校のクラスメイト。
池谷 和哉（いけたに かずや）
梗子の元恋人。秋に暴力を振るわれ大怪我を負う。梗子と別れたという自覚はなく、梗子に未練がある。
嶋田 圭悟（しまだ けいご）
19歳。流布のいとこ。大学で12年ぶりに流布と再会する。
朝長 久一（ともなが きゅういち）
耕平・圭悟の同級生。圭悟とは同じ高校出身。

## 書誌情報
- 稚野鳥子 『天国の花』 集英社〈集英社文庫（コミック版）〉 全4巻
  1. 2009年11月18日発売、ISBN 978-4-08-619031-2
  2. 2009年11月18日発売、ISBN 978-4-08-619032-9
  3. 2009年12月15日発売、ISBN 978-4-08-619033-6
  4. 2010年01月19日発売、ISBN 978-4-08-619034-3